# Икскуль, Борис Васильевич
Барон Борис Васильевич Икскуль (нем. Berend Johann von Uexküll; 1762–1827) — российский государственный деятель; Эстляндский гражданский губернатор, сенатор, тайный советник.

## Биография
Родился в Ревеле 1 (12) октября 1762 года.
Служил в русской императорской армии, выйдя в отставку в чине полковника. Был ландратом и предводителем дворянства Эстляндской губернии с 10 февраля 1806 по 1 февраля 1809 года. С 27 июня 1808 по 3 августа 1818 года он занимал должность гражданского губернатора Эстляндской губернии.
Сенатором был назначен 3 августа 1818 года; 17 ноября 1821 года уволен cо службы.
Награждён российскими орденами Св. Анны 1-й степени и Св. Владимира 2-й степени.
Умер 29 апреля (11 мая) 1827 года в имении Геймар (нем. Heimar, Хаймре, эст. Haimre mõis); вместе с женой похоронен на семейном кладбище в парке мызы Альт-Фиккель (нем. Schloß Fickel, Вана-Вигала, эст. Vana-Vigala mõis).

## Семья
В августе 1792 года женился на дочери Я. Е. Сиверса, Елизабет (1776—1865). Их дети:
- Борис фон Икскюль[эст.] (Berend (Boris) Johann Friedrich) (1793–1870) — помещик мызы Альт-Фиккель.
- Elisabeth Juliane Katharina (1794—1867)
- Jakob Johann Karl (1795—1853)
- Wilhelm Eduard (1799—?)
- Александр фон Икскюль[англ.] (1800—1853), действительный член Санкт-Петербургской Академии художеств
- Elisabeth Karoline (1802—1862), в замужестве Сиверс
- Karl Eduard (1804—1871)
- Friedrich August (1807—1877)